# 高麗川

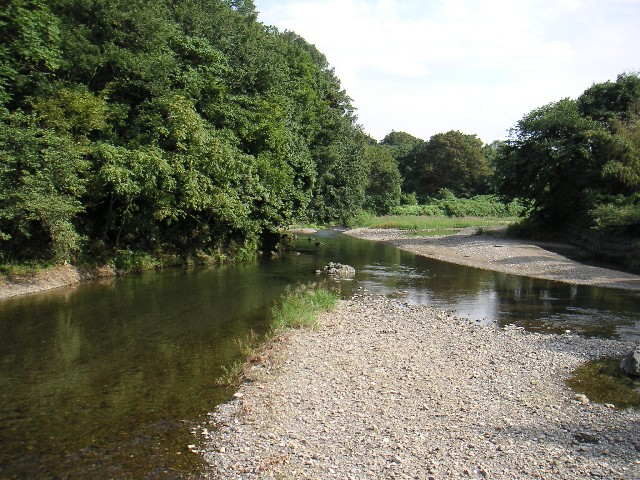
日高市付近の高麗川（2005年9月30日）

高麗川（こまがわ）は、埼玉県南西部から中部にかけて流れる荒川水系の一級河川である。越辺川の支流。

## 地理
埼玉県飯能市、秩父郡横瀬町、比企郡ときがわ町の境である苅場坂峠付近に源を発し、南川と北川が合流して高麗川と呼ばれるようになる。飯能市、日高市、入間郡毛呂山町を流れ、その間に長沢川、宿谷川などの支流を合わせ坂戸市で越辺川に合流する。
この高麗川は、急激な増水により鉄砲水になりやすい川である。また、越辺川最長の支流であり河川延長は本川である越辺川（35.8km）よりも長い。
かつて高句麗から渡来した高句麗人を受け入れた高麗郡（現在の日高市周辺）を流れることからこの名がある。日高市の中心部にある高麗川駅の駅名も高麗川に由来する。

## 流域の自治体
埼玉県
飯能市、日高市、坂戸市、入間郡毛呂山町

## 流域の施設・名所
- 正丸駅、西吾野駅、吾野駅、東吾野駅、武蔵横手駅、高麗駅
- 高麗村石器時代住居跡（国の史跡）
- 巾着田曼珠沙華公園
- 高麗郷古民家（旧新井家住宅） - 国登録有形文化財（建造物）
- 高麗神社、高麗家住宅（国重要文化財）、聖天院勝楽寺
- 醤遊王国（弓削田醤油）
- 城西大学坂戸キャンパス
- 埼玉県立坂戸西高等学校
- 川角駅
- 萱方運動公園
- 浅羽ビオトープ
- 坂戸サイクリングロード
- 高麗川右岸環境側帯

## 支流
- 長沢川
- 宿谷川
- 南川
- 北川
- 葛川

## 橋梁
上流から
- 第13高麗川橋梁（西武秩父線）（この先幾度も交差するので省略する）
- 杉平橋
- 小床橋
- 芳延橋
- 吾野橋（国道299号）
- 白子橋
- 東橋

- 第一高麗川橋梁（西武池袋線）
- 諏訪橋
- 祥雲橋
- 高麗橋（国道299号）
- 鹿台橋（埼玉県道15号川越日高線）
- ドレミファ橋（潜水橋）

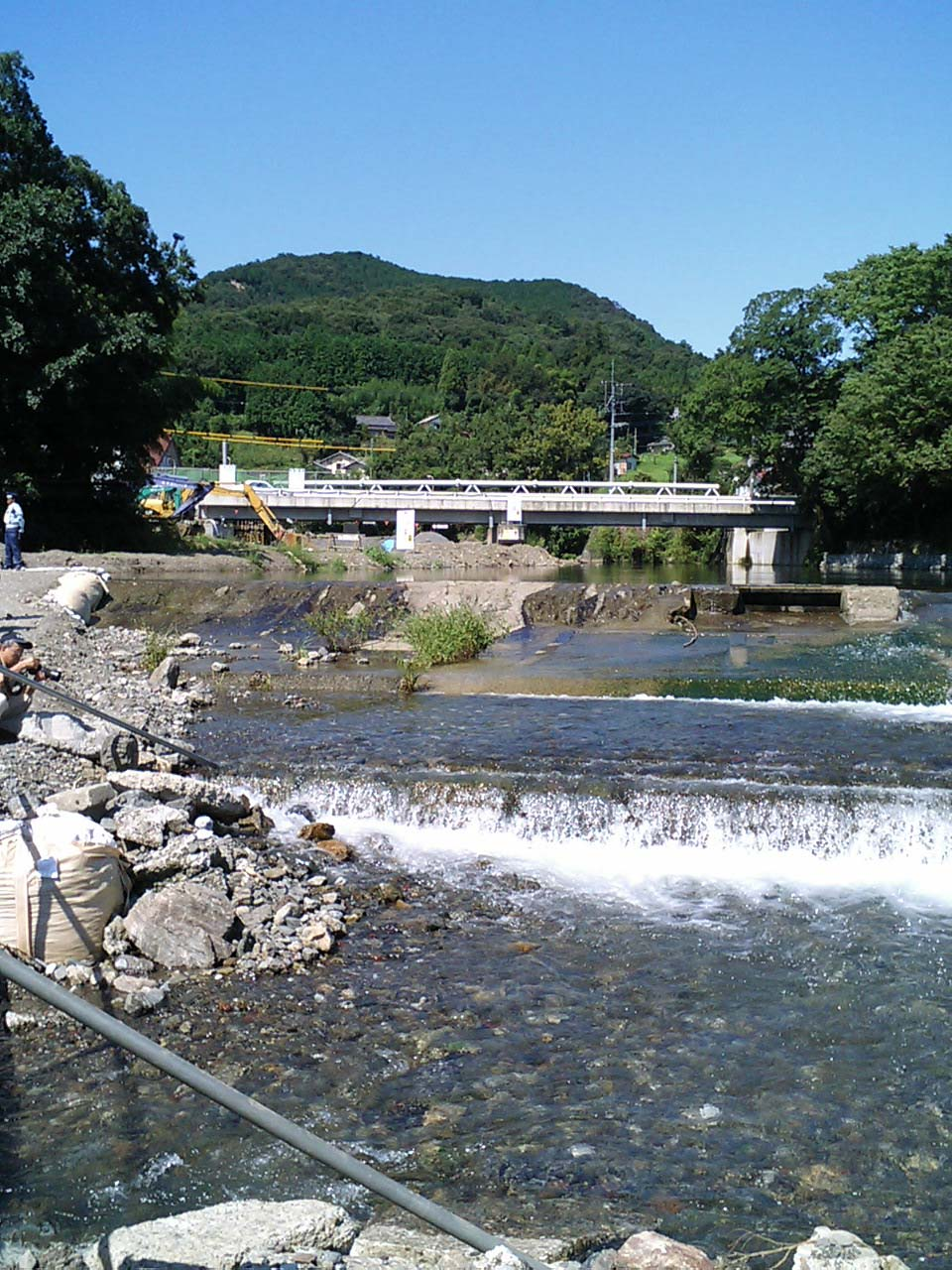
鹿台橋（2006年11月）

- あいあい橋（日本最大級の木造トラス橋）
- 天神橋（埼玉県道15号川越日高線）
- 清流橋
- 高岡橋
- 獅子岩橋
- 新井橋
- 出世橋
- 新堀橋
- 富士橋
- 平沢橋（埼玉県道30号飯能寄居線高麗川バイパス）
- 高麗川橋（埼玉県道30号飯能寄居線）
- 高麗川橋梁（JR八高線）
- 久保ノ下橋
- 城山橋

- 多和目天神橋（潜水橋）
- 多和目橋（潜水橋）

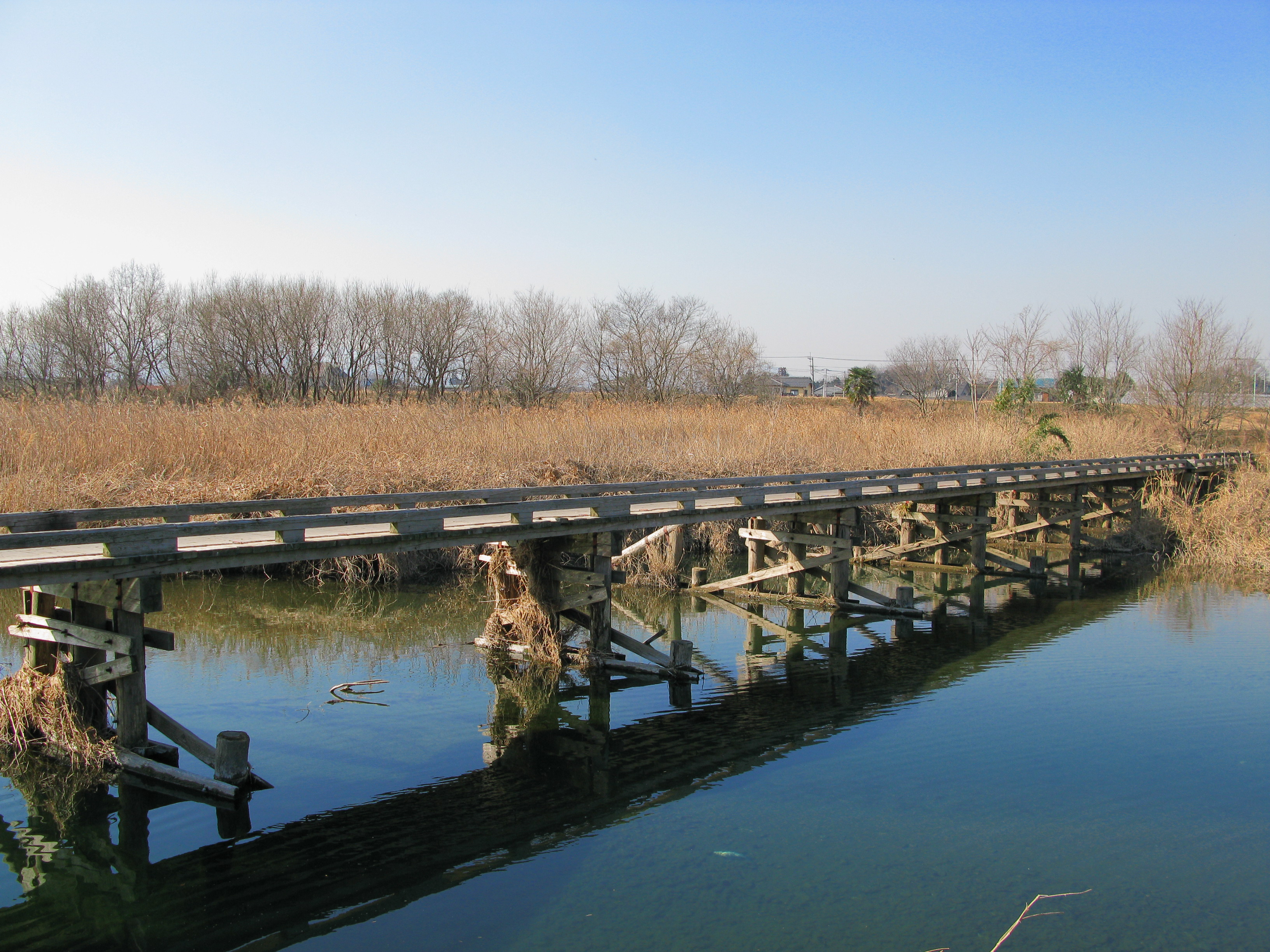
若宮橋（2011年2月）

- 高麗川橋梁（東武越生線）（これより上流は埼玉県、下流は国土交通省が管理[3]）
- 森戸橋
- 万年橋（埼玉県道114号川越越生線）
- 若宮橋（潜水橋）
- 関越自動車道
- 高麗川大橋（埼玉県道39号川越坂戸毛呂山線）
- 栗生田大橋（埼玉県道39号川越坂戸毛呂山線バイパス）

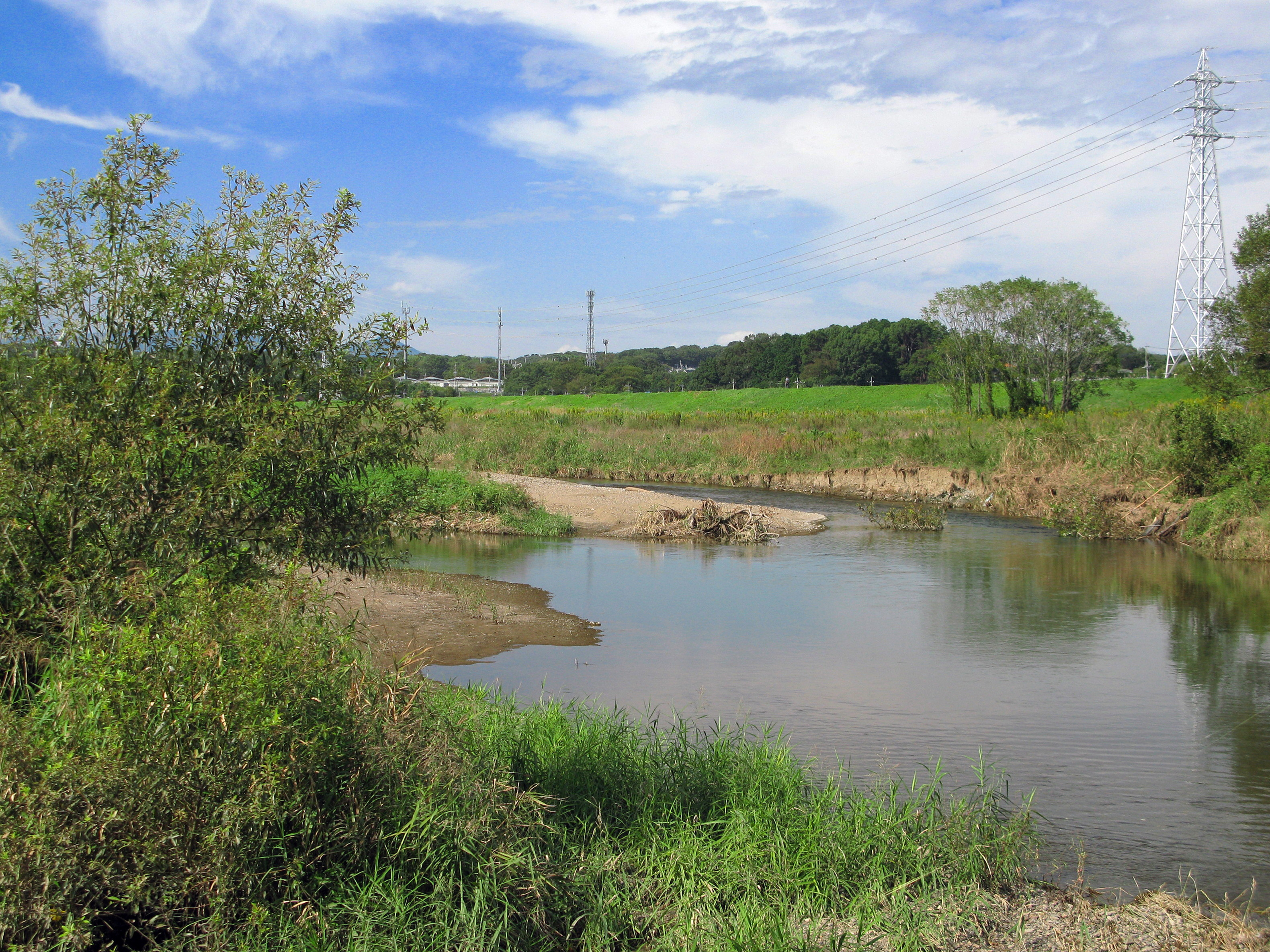
高麗川と越辺川の合流点

- 戸口橋
- 北坂戸橋